# Ernst Toeche
Ernst Toeche (* 24. März 1844 in Berlin; † 3. Mai 1901 ebenda) war ein deutscher Verleger.
Er war ein Sohn des Geheimen Hofrats Franz Heinrich Theodor Toeche und Enkel des Verlegers Ernst Siegfried Mittler. Er hatte zwei ältere Brüder, Theodor Toeche-Mittler, ab 1862 Verlagschef von E. S. Mittler & Sohn in Berlin, und Paul Toeche (1841–1916), Inhaber der Kieler Universitätsbuchhandlung und Hofbuchhändler des Prinzen Heinrich von Preußen.
Ernst Toeche studierte nach dem Besuch des Köllnischen Gymnasiums Landwirtschaft in Eldena und war dann in der Gutsverwaltung tätig. 1870 begann er eine Lehre an der Kieler Universitätsbuchhandlung und trat 1871 in den Verlag von Theodor Toeche-Mittler ein.
1879 gründete er einen eigenen Verlag für Architektur und Bauwesen, als er den Verlag der Deutschen Bauzeitung und des Deutschen Baukalenders übernahm.